# Lycosa malacensis
Lycosa malacensis este o specie de păianjeni din genul Lycosa, familia Lycosidae, descrisă de Franganillo în anul 1926.
Este endemică în Spania. Conform Catalogue of Life specia Lycosa malacensis nu are subspecii cunoscute.